# Резолюция Совета Безопасности ООН 858
Резолюция Совета Безопасности ООН 858 — резолюция Совета Безопасности ООН, единогласно принятая 24 августа 1993 года после отзыва резолюций 849 (1993) и 854 (1993) и отметившая прекращение огня между Абхазией и Грузией и проконтролировав соблюдение обязательств по выводу войск, Совет Безопасности учредил Миссию Организации Объединенных Наций по наблюдению в Грузии (UNOMIG) в течение первоначального периода в 90 дней, а также с возможностью дальнейшего продления.
В соответствии с докладом Генерального секретаря Бутроса Бутрос-Гали, миротворческие силы состоят из 88 военных наблюдателей и персонала, необходимого для поддержки UNOMIG. Они будут следить за соблюдением прекращения огня и сообщать о нарушениях его Генеральному секретарю, уделяя пристальное внимание городу Сухуми и пытаясь разрешить любые нарушения, исходящие от сторон конфликта.
UNOMIG будет учреждена на первоначальный период в 90 дней, который будет продлен до шести месяцев на основе того, был ли достигнут прогресс в осуществлении мер, направленных на стабилизацию ситуации. Тем временем Генеральному секретарю было предложено в течение трех месяцев сообщать о ее работе. Было принято предлагаемое размещение смешанных промежуточных групп мониторинга грузинских/абхазских/российских подразделений, у которых содержался призыв ко всем заинтересованным сторонам конфликта вести переговоры для обеспечения всеобъемлющего политического урегулирования конфликта.